# Rue Diard
La rue Diard est une voie du 18e arrondissement de Paris, en France.

## Situation et accès
La rue Diard est une voie publique située dans le 18e arrondissement de Paris. Elle débute au 125, rue Marcadet et se termine au 18, rue Francœur. Comme de nombreuses rues autour de la butte Montmartre, cette voie présente un fort dénivelé corrigé en partie par un escalier sis à son extrémité méridionale, près de la rue Francœur.

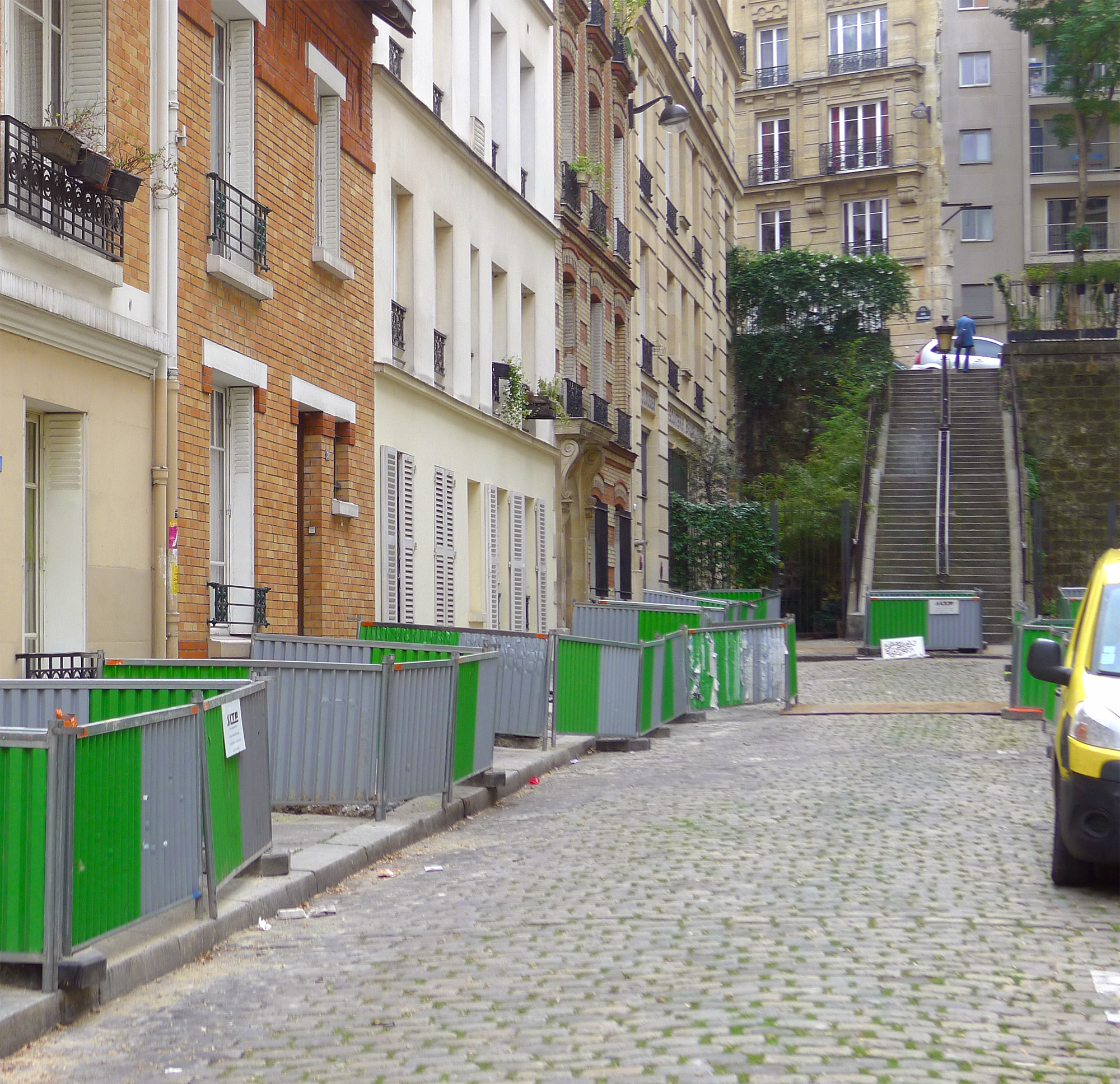
Maisons.
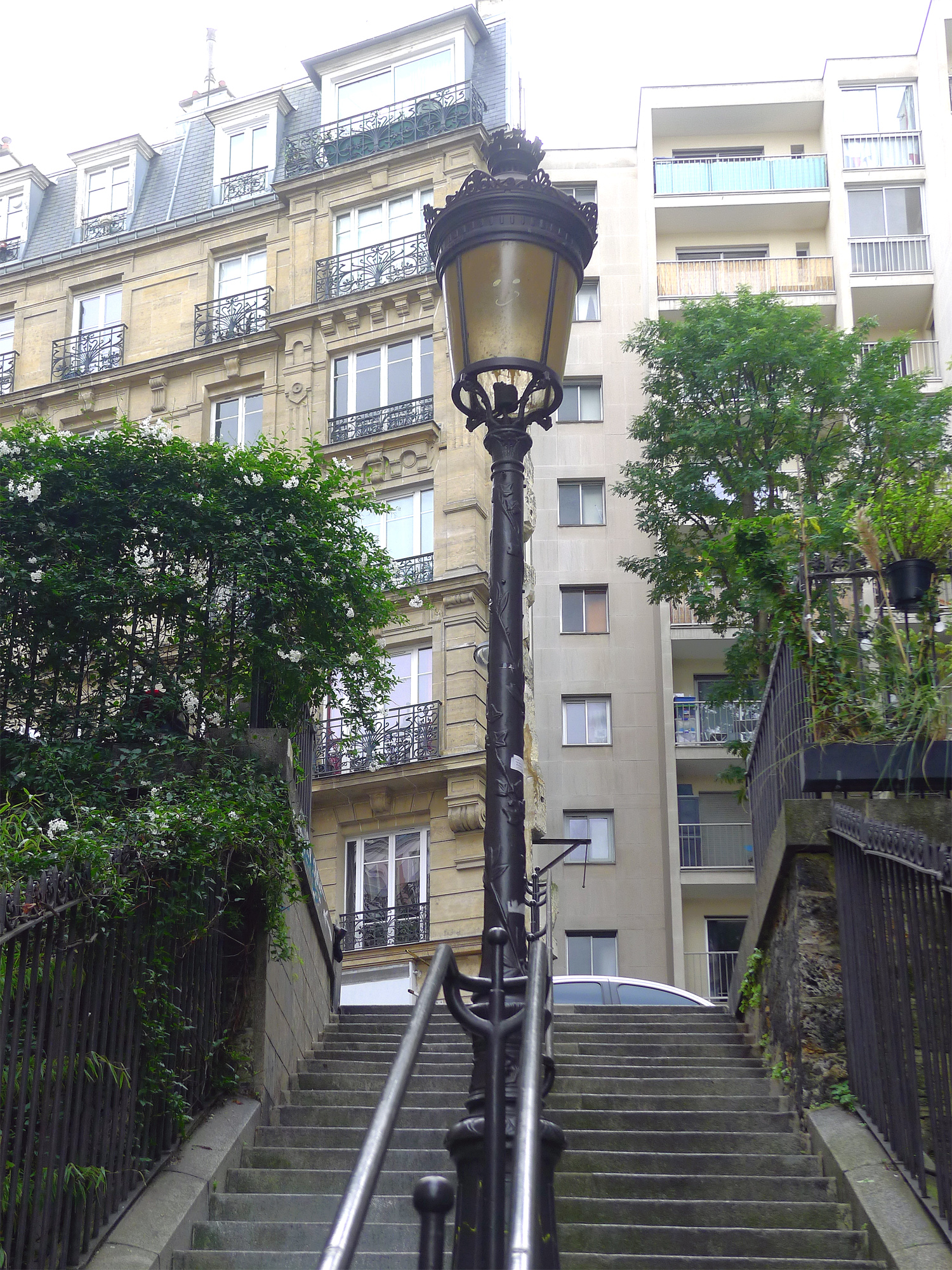
Escalier.

## Origine du nom
Cette voie est nommée d'après le nom du propriétaire des terrains sur lesquels elle a été ouverte.

## Historique
Cette voie de l'ancienne commune de Montmartre, a été ouverte vers 1825 par Monsieur Diard, un plâtrier afin qu'il puisse accéder à ses carrières. En 1843 elle porte le nom de sente du Beau-Mur. Elle est classée dans la voirie parisienne par un décret du 16 juillet 1890.